# Phrynarachne ceylonica
Phrynarachne ceylonica là một loài nhện trong họ Thomisidae.
Loài này thuộc chi Phrynarachne. Phrynarachne ceylonica được Octavius Pickard-Cambridge miêu tả năm 1884.

## Hình ảnh

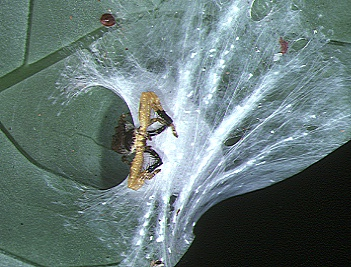
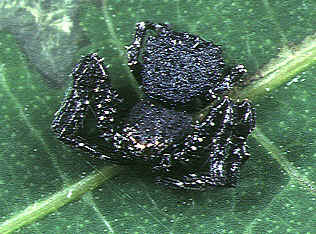